# 컴퓨터 시뮬레이션

컴퓨터 모델을 빌드하는 과정. 실험, 시뮬레이션, 이론 간의 상호 작용.

컴퓨터 시뮬레이션(computer simulation)은 컴퓨터의 계산 능력을 이용한 시뮬레이션이다. 실세계 또는 물리 시스템의 산출 또는 행위를 예측하기 위해 설계된, 컴퓨터에서 수행되는 수학적 모델링의 과정이다. 일기예보 등에 쓰인다.

## 같이 보기
- 에뮬레이터
- 일러스트리스 프로젝트
- 디지털 트윈
- 시뮬레이션 게임
- 모의실험 가설
- 가상 현실